# Guus Zoutendijk
Guus Zoutendijk (Den Haag, 12 september 1929 – Oegstgeest, 29 januari 2005) was een Nederlands wiskundige, politicus en topman van Delta Lloyd. Ook was hij medeoprichter van het Republikeins Genootschap.

## Biografie
Zoutendijk werd geboren als zoon van Leendert Zoutendijk en Maria Catharina Alida Habraken. Hij volgde de Nutsschool aan de Laan van Poot en het gymnasium. Daarna studeerde hij wiskunde aan de Rijksuniversiteit Leiden en vervolgens kwam Zoutendijk in dienst van Shell. In 1960 promoveerde hij op een onderzoek naar lineair en niet-lineair programmeren. In 1964 werd hij hoogleraar numerieke wiskunde aan de Rijksuniversiteit Leiden. Hier zorgde hij voor de vernieuwing van het informatica-onderwijs door de vervanging van de X1 door een IBM-360 en de invoering van PL/1 in plaats van Algol-60.
Eind jaren zestig was hij korte tijd lid van D'66 en vervolgens werd hij lid van de VVD. In 1971 werd hij namens deze partij lid van de Eerste Kamer. Hij zou dat tot 1987 blijven, waarvan de laatste zeven jaar als fractievoorzitter en woordvoerder onderwijs en wetenschappen, economische zaken, sociale zaken en Antilliaanse zaken. Met Haya van Someren-Downer was hij de enige VVD'er in de Eerste Kamer die voor de onafhankelijkheid van Suriname stemde. In 1975 werd hij lid van de raad van bestuur van Delta Lloyd. Hij bleef dit tot 1992. Vanaf 1983 was hij voorzitter van de raad van bestuur.

## Nevenfuncties
- Rond 1980 was Zoutendijk voorzitter van een stuurgroep die de introductie van Viditel begeleidde.[3]
- Zoutendijk was jarenlang voorzitter van Gehandicaptensport Nederland (NebasNsg), een Nederlandse organisatie voor gehandicaptensport. Op 28 juni 2003 trad hij af als voorzitter. Hij werd toen tot erelid benoemd. Wegens zijn verdiensten voor de gehandicaptensport werd de Guus Zoutendijkprijs ingesteld. Daarnaast was Zoutendijk lid van Leiden-Oost van Rotary en speelde hij een belangrijke rol bij Rotary Doctors Nederland. Vanaf 2000 gaf hij leiding aan vrijwilligerswerk dat door artsen en tandartsen werd uitgevoerd in Kenia en Suriname.

## Eerbewijzen
In 2000 werd Zoutendijk voor zijn wiskundige bijdrage aan de besliskunde onderscheiden met de Founder's Award van de Mathematical Programming Society. Verder was Zoutendijk commandeur in de Orde van Oranje-Nassau, ridder in de Orde van de Nederlandse Leeuw en officier in de Orde van het Britse Rijk.
Zoutendijk was gehuwd met Aleida Meijs. Het paar had twee dochters. Een van hen is Olga Zoutendijk, de latere president-commissaris bij ABN-Amro. Zoutendijk overleed op 75-jarige leeftijd te Oegstgeest.
- Biografisch Portaal: 51190470
- International Standard Name Identifier: 0000 0001 0976 4099
- Library of Congress Control Number: n83828913
- Mathematics Genealogy Project: 111257
- Nationale Bibliotheek van Tsjechië: jo20241235097
- Nationale bibliotheek van Australië: 35627957
- Nationale Bibliotheek van Israël: 987007319594705171
- Nederlandse Thesaurus van Auteursnamen: 069293740
- Parlement.com: vg09llgx1ztu
- LIBRIS: 201314
- Système universitaire de documentation: 069957282
- Virtual International Authority File: 58005415
- WorldCat: E39PBJh8Qcy4hkcy9xFvvW4Xh3